# Зеленокаменный пояс
Зеленокаменный пояс — один из структурных элементов древней континентальной платформы. Представляют собой синклинорные комплексы пород, включающие ультраосновные, основные и средние вулканиты, реже — кремнистые и песчано-глинистые отложения. Залегают мощными (до 8—10 км) толщами линейной или неправильной формы. Зеленокаменные пояса разделяют антиклинорные зоны, слагаемые породами сиалического фундамента, и вместе с ними образуют так называемые гранит-зеленокаменные области.
Образовались в архейскую эпоху; выделяются три отличных по геодинамическому режиму этапа генерации зеленокаменных поясов — раннеархейский и два позднеархейских (3,0—2,8 и 2,8—2,6 млрд лет назад), которые различают по внутреннему составу и строению пород. Характерный зеленоватый оттенок пород, составляющих эти пояса, вызван вкраплениями хлорита, который развивался в основных вулканических породах вследствие метаморфизма.
Термин «зеленокаменный пояс» с середины XIX века используется для обозначения вмещающих пород архейских золоторудных месторождений. Помимо золота, в зеленокаменных поясах расположены крупнейшие известные месторождения таких металлов, как медь, молибден, никель, платина, хром и цинк. В архейских зеленокаменных поясах также обнаружены наиболее ранние следы жизни на Земле.